# Kisielina
Kisielina – rzeka, prawobrzeżny dopływ Wisły o długości 41,37 km i  powierzchni zlewni 166,2 km².. 
Kisielina bierze swój początek na północnych stokach wzniesienia Dąbrowa i Kamionka w okolicach wsi Łysa Góra na Pogórzu Wiśnickim. Wpadają do niej: Pokrzywka, Upust i Zabawski Rów.
W latach 2002–2005 na odcinku od Sufczyna po Biadoliny Szlacheckie rzeka przeszła częściową regulację koryta.